# Rosamund Clifford
Rosamund Clifford (ante 1150 – 1176 circa) è stata una nobile inglese.
Conosciuta anche come Fair Rosamund ("Bionda, bella Rosamund") e Rose of the World ("Rosa del Mondo"), è una figura celebre del folclore inglese, ricordata per la sua bellezza ed il suo rapporto con re Enrico II Plantageneto.

## La vita
Rosamund nacque prima del 1150 dal cavaliere normanno Walter de Clifford (1113-1190) e da Margaret Isobel Tosny. Walter era originariamente conosciuto come Walter FitzRichard, ma il suo nome gradualmente cambiò grazie al luogo di cui fu prima intendente e poi signore il Castello di Clifford situato lungo il Wye.
Rosamund aveva due sorelle, Amice e Lucy e tre fratelli, Walter II de Clifford (1160 circa-17 gennaio 1221), Richard e Gilbert.
L'incontro di Rosamund con Enrico II d'Inghilterra, all'epoca sposato con Eleonora d'Aquitania, avvenne probabilmente attorno al 1166 quando egli passò presso la sua dimora paterna mentre tornava dal Galles dove aveva combattuto contro Rhys ap Gruffydd. Egli non temette di ospitarla nella residenza reale di Woodstock, mentre la regina da quell'anno tornò nei suoi possedimenti aquitani. Nonostante la sua storia quasi decennale con il re non è noto o certo se abbia avuto figli con lui. Rosamund morì attorno al 1176.

## La questione dei figli
Dopo tanti secoli il panorama degli storici è diviso sul fatto che Rosamund ed Enrico abbiano o meno avuto dei figli. La questione è peraltro complicata dalle numerose leggende che sono fiorite intorno alla sua figura e che rendono fumosi i dettagli della sua vita. Se taluni sono dell'idea che ebbe almeno un figlio dal re, anche se non sono in grado di dare né un nome né una data di morte all'ipotetico bambino, altri credono che Rosamund non abbia mai partorito figli o quantomeno che se qualcuno di essi è sopravvissuto non ne è mai stata debitamente annotata la maternità.
Le leggende attribuiscono a lei due dei figli illegittimi che Enrico amò di più, Goffredo, arcivescovo di York e Guglielmo Longespée, queste due maternità le sono state attribuite secoli dopo e vi sono poche possibilità che siano vere.
Enrico incontrò Rosamund attorno al 1163-1166 e la loro relazione durò sino al 1176 e nel caso di Goffredo l'implausibilità è data dal fatto che egli sia nato nel 1151, più o meno quando nacque Rosamund, giacché si crede che egli fosse figlio di tale Ykenai.
Quanto a Guglielmo Longespée, l'identità di sua madre rimase un mistero per moltissimo tempo fino a che non venne alla luce un documento indirizzato alla Comitissima Ida, mater mea (mia madre la contessa Ida), che venne identificata come Ida de Toeny, contessa di Norfolk.

## Le leggende e la verità
Della vita in sé per sé di Rosamund si conosce molto poco, ma di lei si parla molto nei libri che trattano di Eleonora d'Aquitania, la moglie del suo amante. Le leggende fiorite intorno a lei sono innumerevoli, così si racconta che fu avvelenata da Eleonora spinta dalla gelosia, anche se questo è certamente falso. Altra storia poco verosimile è che Enrico costruì per lei un casino di caccia presso il palazzo di Woodstock e che l'abbia poi fatto circondare da un labirinto. Le voci che la vogliono uccisa da Eleonora ebbero particolare risonanza durante l'Età elisabettiana tuttavia la Ballata della bella Rosamund di Thomas Deloney e il Lamento di Rosamund di Samuel Daniel del 1592 sono pura finzione.
Si crede che sia entrata nella vita di Enrico attorno al 1166 quando Eleonora diede alla luce il suo ultimo figlio Giovanni che nacque a Oxford il 24 dicembre presso il Beaumont Palace. Si sa con esattezza il luogo di nascita di Giovanni, ma è solo oggetto di speculazione che la regina abbia scelto di farlo nascere lì e non a Woodstock per non imbattersi in Rosamund.
Anche sul luogo di residenza di Rosamund gli storici dibattono incerti se ella aspettasse a Woodstock che il re tornasse dai suoi frequenti viaggi sul continente o se viaggiasse, discretamente, al suo seguito. Se così fosse i due avrebbero passato insieme davvero molto tempo, ma nel primo caso solo un quarto del decennio della loro relazione venne realmente condiviso insieme.
Rosamund viene spesso collegata al villaggio di Frampton-on-Severn, nel Gloucestershire, un altro dei possedimenti di suo padre, Walter donò il mulino di Frampton al convento dell'abbazia di Godstow per la pace delle anime di sua figlia e di sua moglie. La zona intorno al villaggio divenne nota come Rosamund's green nel XVII secolo.

## La morte e la sepoltura
La sua relazione con il re divenne di pubblico dominio nel 1174 e circa due anni dopo terminò quando Rosamund decise di ritirarsi al monastero di Godstow nell'Oxfordshire poco prima della morte avvenuta nel 1176. Presso la Cattedrale di Hereford la sua morte venne ricordata il 6 luglio lo stesso giorno in cui morì Enrico nel 1189.
Enrico e i Clifford pagarono per lei la costruzione di una tomba collocata nel coro della chiesa di Godstow e fecero una donazione al convento perché le suore si prendessero cura della sua tomba.
Il suo luogo di sepoltura divenne noto fin dal 1191, lo stesso Ugo di Lincoln Vescovo di Lincoln nell'occasione di una sua visita a Godstow osservò che era posta proprio in fronte all'altar maggiore. Essa era carica di fiori e candele a dimostrazione del fatto che i locali pregavano ancora per lei. Il Vescovo, e non c'è da sorprendersi, disse che Rosamund era stata una prostituta e ordinò che i suoi resti venissero spostati dalla chiesa, venne così dissepolta e seppellita presso il cimitero della Sala capitolare delle suore. La sua nuova tomba fu visitabile fino alla dissoluzione dei monasteri voluta da Enrico VIII d'Inghilterra. Paul Hentzner (29 gennaio 1558-1º gennaio 1623), un avvocato tedesco che viaggiò in Inghilterra, ne visitò la tomba attorno al 1599 annotò che era ancora possibile leggere qualcosa della sua iscrizione tombale:
... Adorent, Utque tibi detur requies Rosamunda precamur. (lasciate che la veneriamo..e preghiamo che il riposo ti sia donato, Rosamund), seguita da un epitaffio in rima: Hic jacet in tumba Rosamundi non Rosamunda, Non redolet sed olet, quae redolere solet. (qui giace nella tomba la rosa del mondo, non una rosa pura, essa era usa avere un odore dolce e ancora odora, ma non dolcemente).

## Nelle arti
- Rosamund è oggetto del poema di Samuel Daniel del 1592 Il lamento di Rosamund
- Viene menzionata nel romanzo del 1989 The Falcon and the Flower di Virginia Henley
- La storia di Rosamund ed Enrico viene narrata nel romanzo di Sharon Kay Penman Time and Chance
- La relazione di Enrico e Rosamund è anche parte del romanzo giallo di Robin Paige Death at Blenheim Palace del 2006
- Rosamund è uno dei personaggi del romanzo The Book of Eleanor, A Novel of Eleanor of Aquitaine di Pamela Kaufman
- Rosmonda d'Inghilterra, opera lirica del 1829 ispirata alle vicende di Rosamund Clifford, musicata da Carlo Coccia su libretto di Felice Romani
- Rosmonda d'Inghilterra, opera lirica del 1834 ispirata alle vicende di Rosamund Clifford, musicata da Gaetano Donizetti su libretto di Felice Romani
- Rosamund è un personaggio nel romanzo The Courts of Love: The Story of Eleanor of Aquitaine di Eleanor Hibbert
- Rosamund è un personaggio nel romanzo The Captive Queen: A Novel of Eleanor of Aquitaine di Alison Weir